# Petr Čermák
Petr Čermák (Prága, 1942. december 24. –) olimpiai bronzérmes cseh evezős.

## Pályafutása
Az 1964-es tokiói olimpián bronzérmes lett nyolcasban. Részt vett az 1968-as mexikóvárosi olimpián. Felesége Jiřina Čermáková olimpiai ezüstérmes gyeplabdázó.

## Sikerei, díjai
- Olimpiai játékok – nyolcas
  - bronzérmes: 1964, Tokió